# Poblado de Sancti Petri
El Poblado de Sancti Petri es un antiguo pueblo pesquero, actualmente en desarrollo con explotaciones turísticas y hosteleras, culturales, deportivas y de ocio, perteneciente al municipio de Chiclana de la Frontera (Cádiz, España). Su nombre viene directo de origen latino y significa "de san Pedro", patrón de los pescadores. Se cree que en la antigüedad existió un santuario a Melkart en sus alrededores, el cual fue visitado por el propio Julio César. Algunos piensan que el templo de Melkart estaba en el islote donde está actualmente el castillo.

## Historia

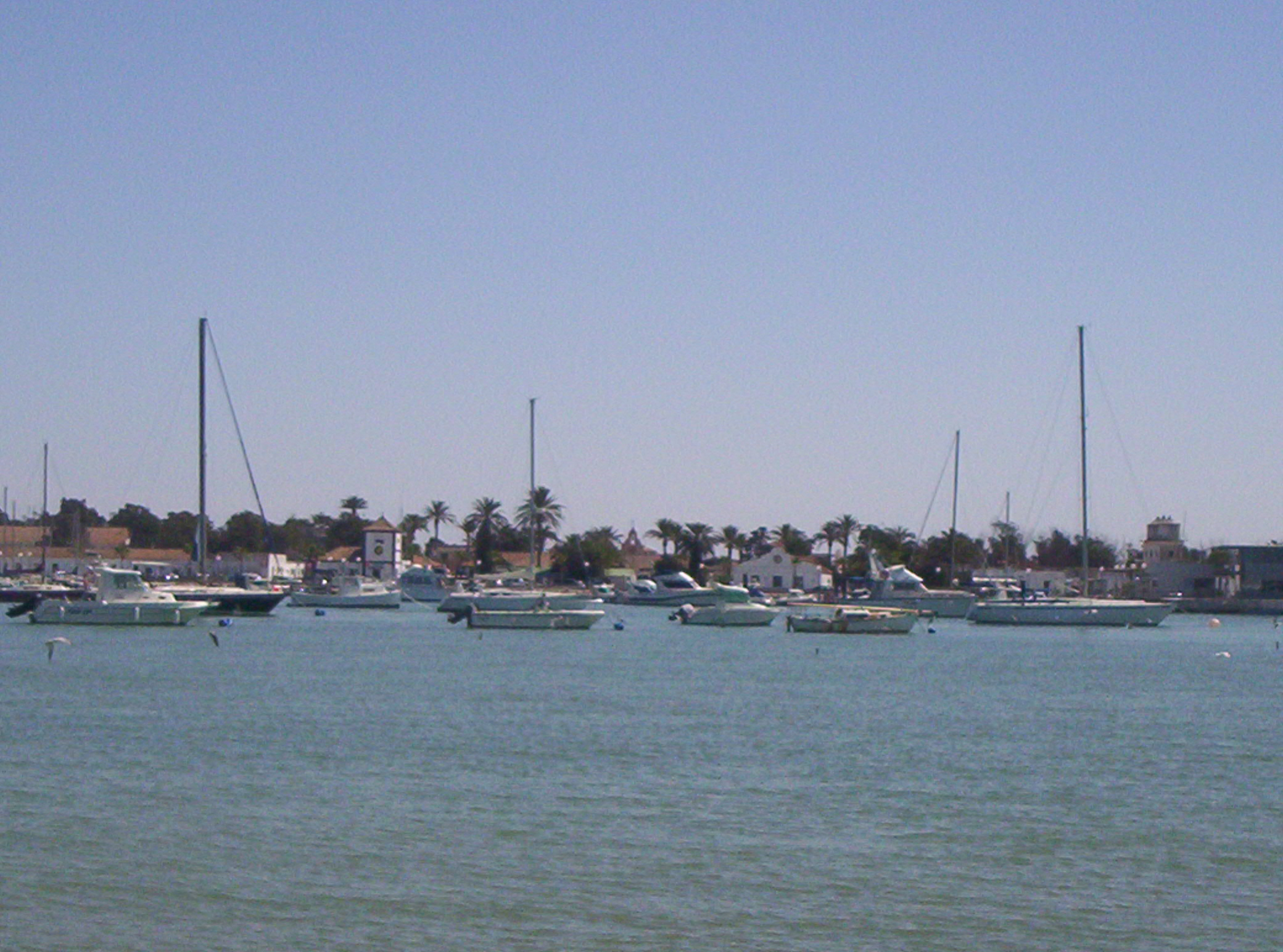
Vista del pueblo de Sancti-Petri y del caño, con embarcaciones de recreo.

Asentamiento fenicio en la antigüedad en cuya costa se erigió el templo de Melkart (Dios del Comercio) y posteriormente sobre sus ruinas el Templo de Hércules Gaditano (hoy Castillo de Sancti Petri, fortaleza que estaba en ruinas, actualmente restaurada).
En 1959, el Consorcio Nacional Almadrabero adquiere los terrenos por 225.000 pesetas iniciándose una boyante actividad pesquera que haría que en los años 1946-1947 el asentamiento de pescadores en torno a la industria almadrabera, llegara a convertirse en pedanía de Chiclana de la Frontera con una parte de población estable y otra parte estacional durante los cinco meses de la temporada atunera que procedían de localidades de Cádiz y de provincias cercanas como Huelva, Málaga y Almería. El poblado llegó incluso a contar con un Alcalde de Barrio dependiente del Ayuntamiento de Chiclana de la Frontera.
A mediados de los años 1970 la pesca del atún comenzó a escasear y finalmente se disolvió el Consorcio Nacional Almadrabero, que cierra sus puertas en 1973, siendo los terrenos adquiridos por la empresa Sancti Petri S.A. por 85 millones de pesetas. Sin actividad concreta en este periodo, el poblado es paulatinamente abandonado por sus pobladores hasta que en 1979 el Ministerio de Defensa expropia los terrenos por 158 millones de pesetas, quedando bajo su titularidad hasta el año 1993. 
Durante los años en los que fue titularidad de Defensa, el poblado presentó un aspecto fantasmagórico a la vez que bello y nostálgico para los que una vez habitaron sus casas. Muchos de los que fueron sus vecinos conservan aún la llave de su casa, pese a que durante el abandono los edificios se fueron derrumbando.
Tras la desafectación de los terrenos expropiados a la empresa Sancti Petri S.A. del fin público de uso militar por el Ministerio de Defensa, se inició un complicado proceso judicial en la que los antiguos propietarios reclamaban la titularidad de los terrenos. En 1997, Costas autoriza el deslinde del dominio público marítimo terrestre. En 1999, el Ayuntamiento propone a Costas la creación de un consorcio con la Junta para la gestión del poblado. En 2001, la entonces Empresa Pública de Puertos de Andalucía (hoy Agencia Pública de Puertos de Andalucía - APPA) presenta un Plan de Usos donde se descartan los fines inmobiliarios. Hoy en día, se permanece a la espera de que los terrenos pasen a propiedad de la APPA para comenzar con la rehabilitación del poblado, al tiempo que se han establecido negocios de hostelería y el Puerto Deportivo de Sancti Petri.

## Urbanismo

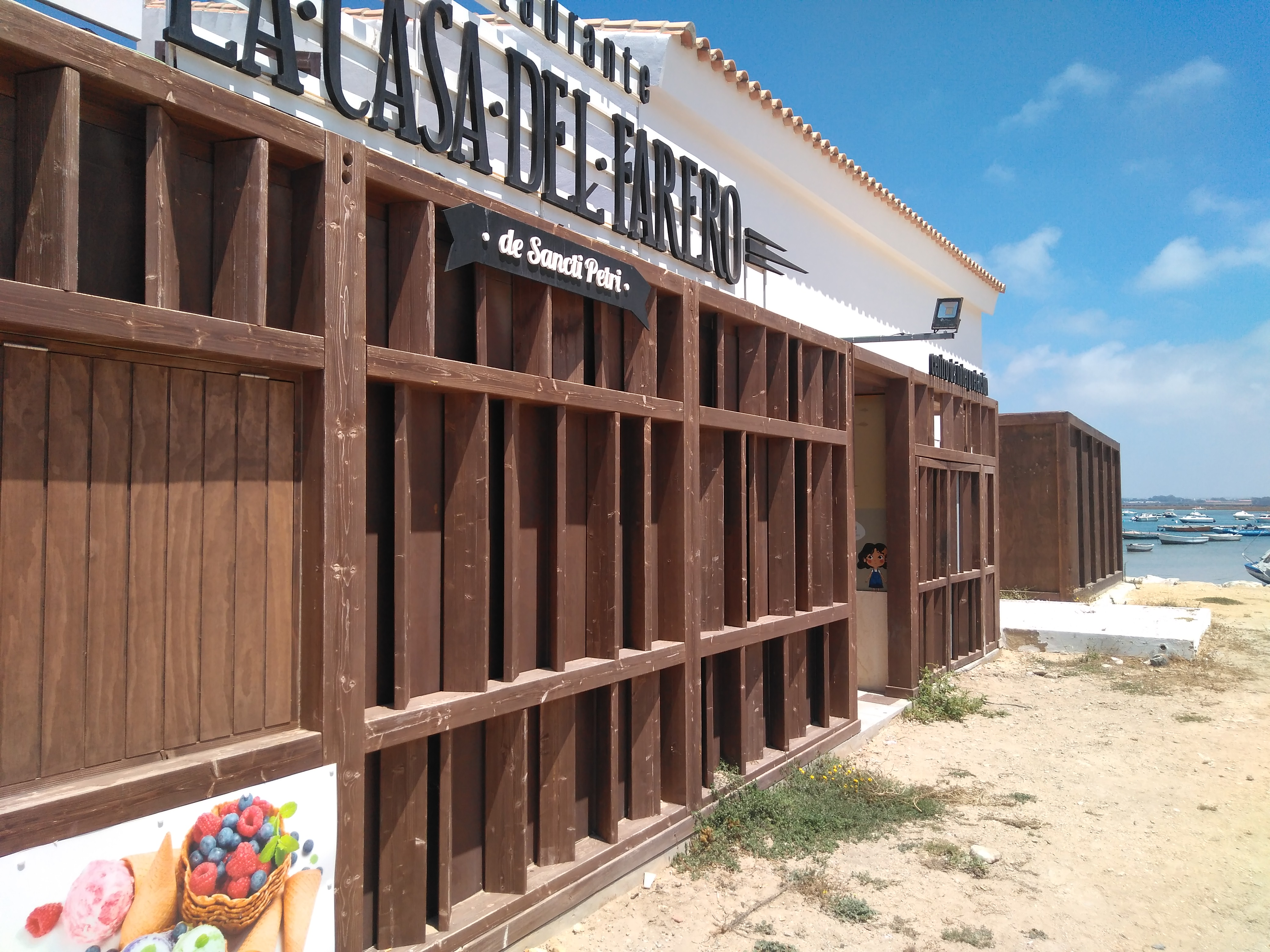
Centro de interpretación del poblado.

Se diseñó con un urbanismo muy estructurado y servicios públicos básicos en torno a una amplia calle principal adornada con palmeras que terminaba en la delegación del Ayuntamiento de Chiclana de la Frontera. A la derecha de dicha calle se encontraba la Iglesia (actualmente en proceso de rehabilitación) y, en sus inmediaciones, la escuela y la plaza de abastos. Del mercado plaza partían calles con viviendas y dos manzanas en las que se situaban los edificios del Consorcio Almadrabero. También subsisten la capilla y la Casa de Farero.
Como resultado de un concurso de ideas hay planes de futuro para el poblado.

## Diferenciación
En 1988 se comenzó a desarrollar en Chiclana de la Frontera un macroproyecto urbanístico y turístico en una zona de la Playa de la Barrosa que se bautizó como Urbanización Novo Sancti Petri y que nada tiene que ver geográfica ni históricamente con el Poblado de Sancti Petri, a pesar de que la magnitud del Complejo y su repercusión mediática lleva en no pocas ocasiones a confundir ambas localizaciones y de algún modo a la "usurpación" del nombre del Poblado a manos de la Urbanización.

## Cine
“La niña de la venta” con Lola Flores y Manolo Caracol en su última aparición profesional conjunta, se rodó en parte en Sancti Petri, pudiéndose apreciar cómo era el Poblado y cómo eran sus gentes.